# Charles Beachcroft
Charles Beachey Beachcroft, nato Charles Beachey Kay (Rickmansworth, 1870 – Melbourne, 1º luglio 1928), è stato un crickettista britannico.
Partecipò ai Giochi olimpici 1900 di Parigi nel torneo di cricket, vincendo la medaglia d'oro con la squadra che rappresentò la Gran Bretagna. Nella partita contro la squadra rappresentante la Francia segnò 24 run nel primo inning e 54 nel secondo. In quel periodo giocava per una squadra di Starcross.

## Palmarès
| Anno | Manifestazione | Sede   | Evento  | Risultato | Note |
| ---- | -------------- | ------ | ------- | --------- | ---- |
| 1900 | Olimpiadi      | Parigi | Cricket | Oro       |      |